# Försvunnen: Julgubben
Försvunnen: Julgubben (finska: Kadonnut: Joulupukki) är en barnserie med jultema från 2014 i sex delar. I serien har fyra barn fått en inbjudan att träffa jultomten. De hamnar i ett mystiskt julland, där de får reda på att jultomten har försvunnit.
Sedan 2015 har Försvunnen: Julgubben visats på julafton omklippt till långfilmsformat i i Yle TV2 och Yle Areena.

## Handling
Barnen lär känna de märkliga invånarna i Julland, som alla verkar ha något att göra med julgubbens försvinnande. Den allvetande brevtomten döljer något. Leksakstillverkaren Kiero är missnöjd med sin tjänst och sin placering på topp 1000-listan över leksakstillverkare. Grötmakaren i Julland, tomten Manteli, har inte heller rent mjöl i påsen. Tomtens konstnärliga bror, Santtu, är märkligt tyst om sin brors försvinnande.

## Rollista
- Helmi Hollström – Emppu
- Sampo Lintula – Jake
- Antti Järvelä – Leevi
- Sanna Stolberg – Maria
- Miia Nuutila – Tomtedocka
- Heikki Hela – Julgubben
- Kari Ketonen – Budtomten
- Kaisa Hela – Respatomten
- Ville Myllyrinne – Santtu
- Petra Karjalainen – Posttomten
- Janne Ravi – Rebelltomten
- Timo Kahilainen – leksakstillverkare
- Mikko Nousiainen – Mandeltomte

## Produktion
Serien producerades av Yle och Aito Media. En stor del av scenerna spelades in i studion mot en blå skärm och digital iscensättningsteknik användes för att skapa seriens visuella värld.